# Niemierża (obwód grodzieński)
Niemierża (biał. Нямержа; ros. Немержа) – wieś na Białorusi, w obwodzie grodzieńskim, w rejonie świsłockim, w sielsowiecie Dobrowola, na terenie Parku Narodowego „Puszcza Białowieska”.
W dwudziestoleciu międzywojennym leżała w Polsce, w województwie białostockim, w powiecie bielskim, w gminie Masiewo. 